# Photedes nigropicta
Photedes nigropicta là một loài bướm đêm trong họ Noctuidae.